# Herrengasse (stacja metra)
Herrengasse – stacja metra w Wiedniu na Linia U3. Została otwarta 6 kwietnia 1991. 
Znajduje się w 1. dzielnicy Wiednia, Innere Stadt. Stacja, która znajduje się bezpośrednio w dzielnicy rządowej z Ministerstwem Spraw Zagranicznych, Urzędu Kanclerza Federalnego i Hofburgbu, rozciąga się pomiędzy Wallnerstraße i Minoritenplatz, została nazwana po Herrengasse, która odnosi się do dawnej siedziby rządu Dolnej Austrii.